# Canon EOS 5DS
Canon EOS 5DS và Canon EOS 5DS R là 2 mẫu máy ảnh DSLR chuyên nghiệp full-frame, cả hai đều có độ phân giải 50,6 megapixel, là các máy full-frame có độ phân giải cao nhất tính cho tới năm 2016. Điểm khác nhau duy nhất trên cảm biến của phiên bản "R" là việc không sử dung bộ lọc quang thông thấp OLPF (optical low-pass filter), do đó ảnh từ 5DS R sẽ sắc nét và chi tiết hơn 5DS.. Và Canon tuyên bố rằng 5DS and 5DS R không phải mẫu thay thế cho EOS 5D Mark III, do đó cả 5DS and 5DS R đều sẽ có vị trí mới trong hệ thống các DSLR của Canon.
Vào thời điểm công bố, chúng có giá lần lượt là $3,699.00 và $3,899.00 (EOS 5DS and EOS 5DS R), mặc dù việc bán ra chính thức diễn ra vào tháng 6-2015.
Dù có độ phân giải rất cao, các máy này không có khả năng quay video 4K hay quay video cao tốc 1080p.

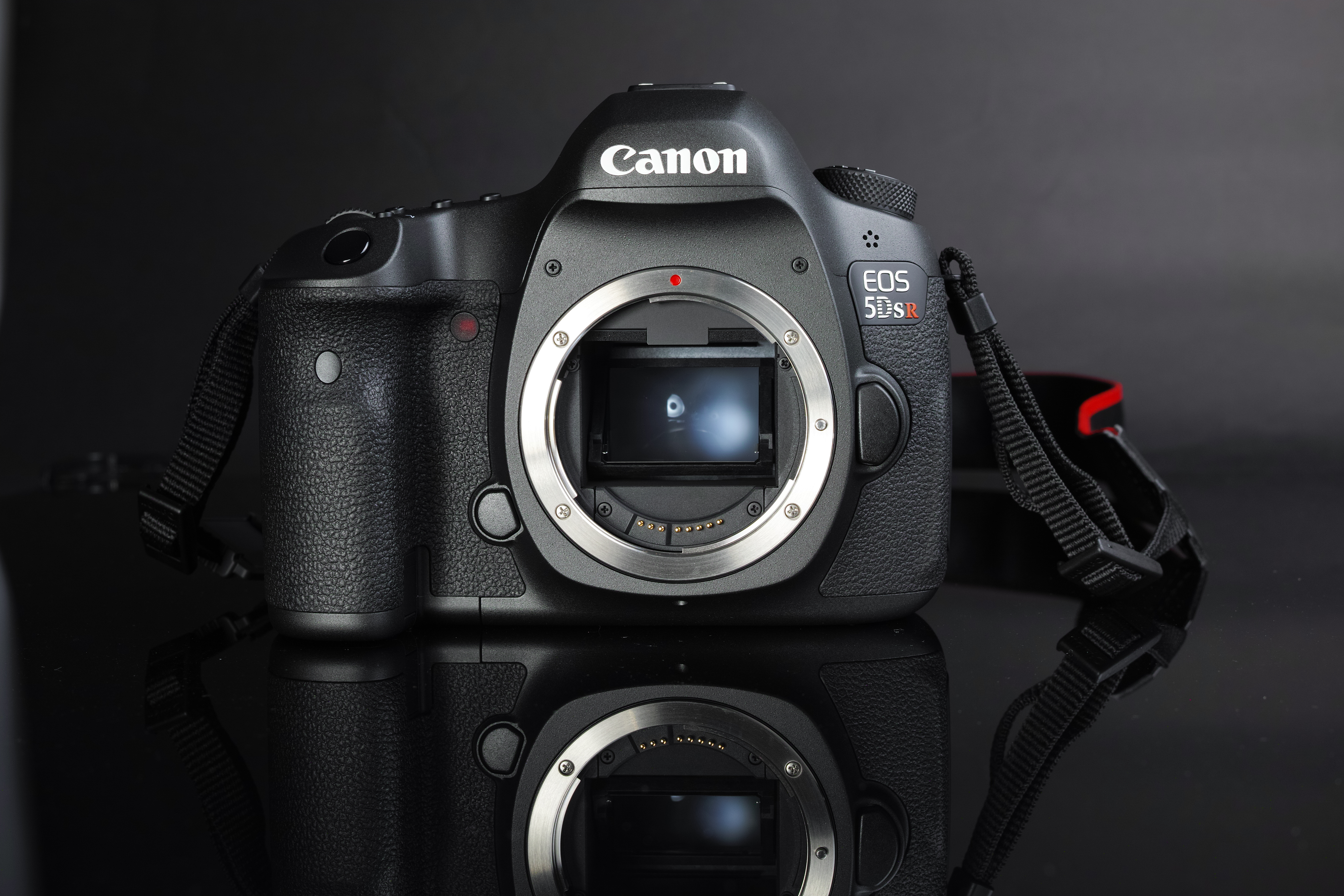
Thân máy Canon EOS 5DS R

## Đặc điểm[4][5]
- cảm biến độ phân giải cao 50,6 megapixel, có chế độ chụp crop hình 1,3 hoặc 1,6.
- quay video Full HD (1920×1080) 30 hình/giây, HD lên tới 60 hình/giây
- Chụp liên tiếp lên tới 5 hình/giây;
- Tất cả các điểm lấy nét hỗ trợ khẩu độ f/8, hệ thống lấy nét độ nhạy cao II 61 điểm với 41 điểm loại ngang dọc, điểm chính giữa nhạy tới -2 EV; khu vực lấy nét được mở rộng theo chiều thẳng đứng
- Các điểm lấy nét liên tục sáng đỏ
- Intelligent Viewfinder II: Ống ngắm hiển thị thông tin cCụp tương tự non EOS 7D Mark II
- Thừa kế AI Servo AF III với EOS iTR AF từ EOS 7D Mark II và EOS-1D X Mark II
- dải ISO chuẩn từ 100-6400
- Anti-flicker (có trong EOS 7D Mark II và EOS-1D X Mark II) – loại bỏ sự nhấp nháy khi chụp trong điều kiện ánh sáng nhân tạo
- Màn hình LCD 3,2 inch (8,1 cm) TFT Clear View II 1.040.000 chấm
- Wi-Fi, NFC cho chuyển file không dây (với bộ phát không dây)
- Hệ thống điều khiển gương lật mới, thêm 1 tấm kim loại gia cường dưới đế máy để gắn máy lên tripod.
- Cảm biến đo sáng toàn khẩu độ TTL, 252 vùng với cảm biến RGB+IR 150,000-pixel và EOS Integrated Subject Analysis (iSA)
- Khung vỏ Magnesi, chống thời tiết
- Intervalometer tích hợp (dùng cho time-lapse)
  - Cài đặt quay phim time-lapse: người dùng có thể thiết lập interval vào video full HD để "biến" video đó thành video time-lapse.
- Cổng USB 3.0

## Một số tính năng khác
- Custom Quick Control cho phép thay đổi vị trí và kích cỡ ô các thông số trên màn hình LCD: màn hình khi bật máy lên ở chế độ chụp sẽ được chia làm 24 ô với 6 ô chiều ngang và 4 ô chiều dọc. Người dùng có thể sắp xếp chỗ và kích thước cho các ô hiển thị thông số như ô M (ký hiệu chế độ Manual) có thể đặt kích cỡ chỉ 1 ô hoặc 1 ô lớn gồm 2 ô dọc và 2 ô ngang.
- Cân bằng trắng tự động: gồm tự động và tự động ưu tiên trắng: cho phép tái tạo màu trắng trong các điều kiện ánh sáng phức tạp.
- Ngày 24-8-2016 Canon ra mắt adapter wifi W-E1 với kích cỡ thẻ SD, tương thích với 5DS/5DSR và 7D Mark II